# Meroloba suturalis
Meroloba suturalis – gatunek chrząszcza z rodziny poświętnikowatych i podrodziny kruszczycowatych.

## Taksonomia
Gatunek ten opisany został po raz pierwszy w 1858 roku przez Samuela Constantinusa Snellena van Vollenhovena pod nazwą Macronota suturalis. Wyróżnia się w jego obrębie dwa podgatunki:
- Meroloba suturalis quadrilineata Nagai, 1984
- Meroloba suturalis suturalis (Snellen Van Vollenhoven, 1858)

## Morfologia
Chrząszcz o ciele długości od 13 do 17 mm. Ubarwienie ma czarne z kremowożółtym wzorem. Szerokie kremowożółte pasy po bokach nadustka i wierzchu głowy przechodzą w szeroki pas przez środek przedplecza, tworząc wzór o kształcie litery „Y”. Podobne pasy występują również po bokach przedplecza i łączą się na jego przedzie z pasem środkowym. Tarczka jest niemal w całości kremowożółta, jedynie jej podstawa pozostaje czarna. Pokrywy mają parę dobrze widocznych, wąskich, żółtych pasów przyszwowych oraz parę szerszych, ale słabiej zaznaczonych pasów środkowych. Powierzchnia nadustka jest ziarenkowana, a jego kształt na przedzie rozszerzony i lekko dwupłatowaty. Grube punkty rzeźbią powierzchnię przedplecza. golenie odnóży przedniej pary u samicy są zaopatrzone w trzy ostre zęby, u samca zaś smuklejsze, bardziej wydłużone i bezzębne.

## Rozprzestrzenienie
Gatunek orientalny, znany z południowych Chin, Tajlandii, Malezji, Filipin oraz Indonezji (w tym z Sumatry, Borneo i Jawy).